# 昭明寺

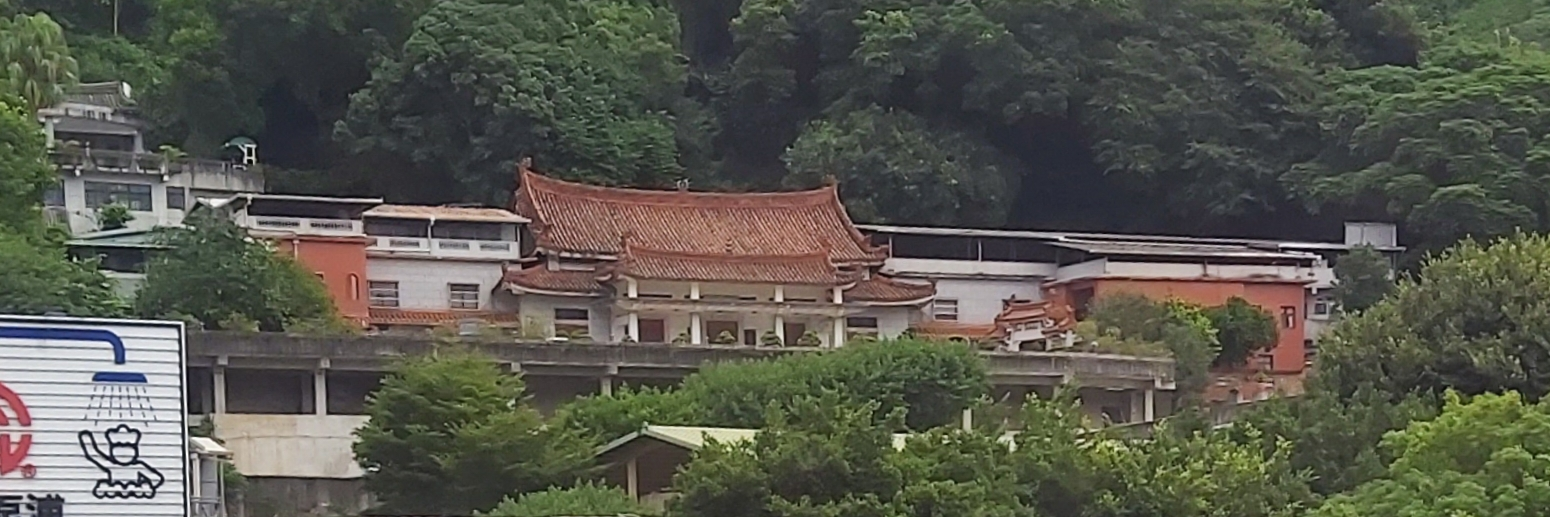
臺北市士林區昭明寺

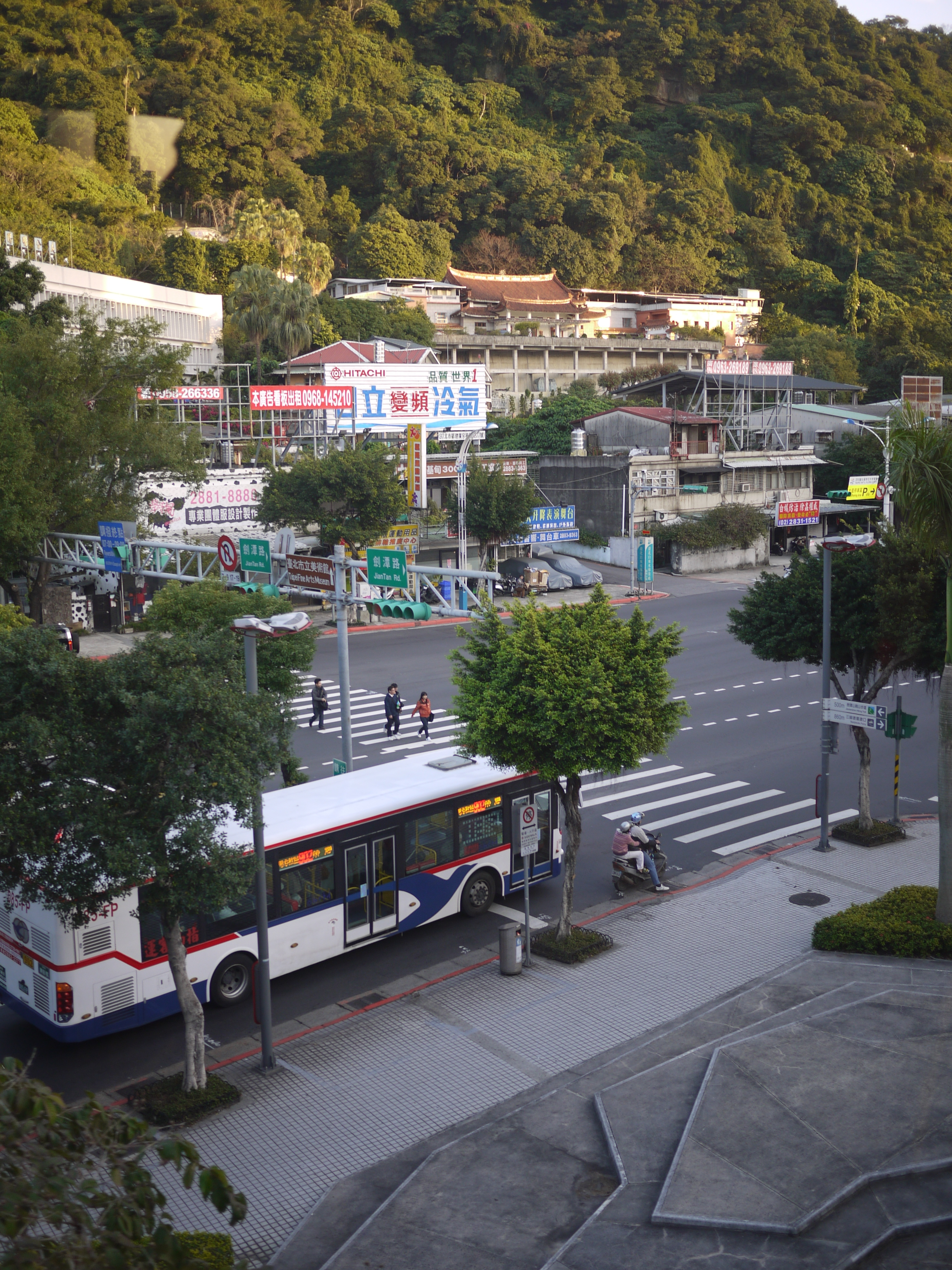
臺北捷運劍潭站視角的昭明寺（半山腰處佛寺建物）。

昭明寺位於台灣台北市士林區中山北路五段56號，為主祀釋迦牟尼之佛教廟宇，山號「靈鷲山」。該建物興建於1934年，屬於臨濟宗妙心寺派，今為位於台北士林區之仿古廟宇建築。另外，該廟宇的組織型態為管理人制，祭典日期則是每年農曆之二月十九。

## 概要

### 沿革
1926年9月，凌雲禪寺門下彩妙法師創建昭明寺，初為「臨濟宗士林佈教所」，由信士翁伯龍捐地、開山住持釋彩妙購地，於1928年春落成。1940年秋，改佈教所為「昭明禪寺」，同年底增建寮房、客室，三年後成立佛學補習班培育僧才。1956年重修擴建，1958年竣工。1961年增建報恩塔。1976年開山住持釋彩妙圓寂，翌年由玄定法師繼任住持，任內持續完善佛寺大小型建設工程。

### 境內
大雄寶殿主祀釋迦牟尼坐蓮佛像，背光上設計有六位手持蓮花的飛天神女，象徵眾生皆為蓮花化身之寓意。蓮座上有兩尊本師像，大勢至菩薩手托寶塔，左、右為兩尊觀世音菩薩立像，再左供奉玉雕南極仙翁、右側供奉千手千眼觀世音菩薩及佛祖印，前側供奉彌勒菩薩。寶殿右側供奉文殊菩薩、左側為普賢菩薩，兩側空間作為功德堂，右側功德堂中供奉有開山住持彩妙法師遺像。